# Tadeusz Dołęga-Mostowicz

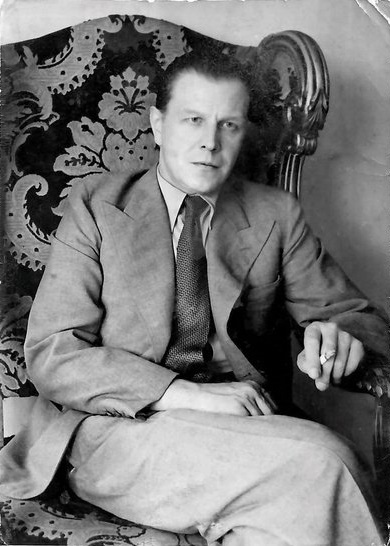
Dołęga-Mostowicz

Tadeusz Dołęga-Mostowicz, född 18 augusti 1898 i Okuniew, död 20 september 1939, var en polsk författare. Han började som regeringskritisk journalist innan han slog igenom som romanförfattare på 1930-talet. Hans romaner skildrar mellankrigstidens Polen med satir och samhällskritik.

## Liv och gärning
Tadeusz Dołęga-Mostowicz läste juridik i Kiev och engagerade sig militärt mellan 1918 och 1922, under polsk-sovjetiska kriget. Efter detta började han att arbeta som journalist, från 1925 på den kristdemokratiska tidningen Rzeczpospolita. Hans journalistik hade en regeringskritisk prägel ur ett nationalkonservativt perspektiv. Han slutade som journalist 1928 och romandebuterade 1929. Hans stora genombrott var Kariera Nikodema Dyzmy ("Nikodem Dyzmas karriär") från 1932. Dołęga-Mostowicz kunde därefter försörja sig som författare och skrev två romaner om året, sammanlagt blev det 17 stycken. Romanerna är typiskt drivna av spänning, har huvudpersoner med distinkt karaktär och använder satir för att avhandla politik, byråkrati, finansvärlden och samhällsliv. När andra världskriget bröt ut befann sig Dołęga-Mostowicz i Kuty i östra Polen, där han engagerade sig i försvaret mot det invaderande Sovjet och dog för en sovjetisk kula. Direkt efter andra världskriget sågs hans verk som suspekta av det kommunistiska etablissemanget, men i början av 1990-talet uppstod ett nytt intresse och hans romaner gavs ut på nytt.